# Clavariadelphus truncatus
Clavariadelphus truncatus ((Quél.) Donk 1933) è un fungo basidiomicete facilmente riconoscibile per la sua forma di clava con l'apice tronco.

## Descrizione della specie

### Carpoforo
4-13 x 3–6 cm, claviforme con apice tronco, color rosa-brunastro ad arancio-bruno, più chiaro verso la base

### Carne
Da bianca a giallastra, tende a scurirsi al tatto
- odore: tenue
- sapore: dolce

Spore9-12 x 6-8 µm, ellissoidali, lisce, giallastre in massa

## Habitat
Fruttifica in gruppi su lettiera di conifere, autunno-inverno

## Commestibilità
Buono commestibile.

## Reazioni chimiche
Con KOH reazione vivacemente rossa.

## Nomi comuni
- (CA)  Bossa truncada
- (CS)  kyj uťatý
- (DE)  Abgestutzte Keule
- (EN)  Club Coral
- (FR)  Clavaire tronquée
- (PL)  buławka obcęta
- (SL)  kyjak useknutý

## Etimologia
Genereda Clavaria e dal greco adelphos = fratello, ovvero vicino al genere Clavaria
Speciedal latino truncatus = tronco.

## Sinonimi e binomi obsoleti
- Clavaria truncata Quél., Enchir. fung. (Paris): 221 (1886)
- Clavaria truncata Lovejoy, Bot. Gaz. 50: 385 (1910)
- Clavariadelphus borealis V.L. Wells & Kempton, Michigan Bot. 7: 49 (1968)
- Craterellus pistillaris Fr., Epicrisis Systematis Mycologici (Upsaliae): 534 (1838)
- Trombetta pistillaris (Fr.) Kuntze, Revis. gen. pl. (Leipzig) 2: 873 (1891)

## Specie simili
- Clavariadelphus pistillaris, che non ha l'apice tronco ed ha un sapore più amarognolo.